# Joe Luwi
Joe Luwi (ur. 18 lipca 1983) – piłkarz z Wysp Salomona grający na pozycji napastnika.

## Kariera klubowa
Karierę piłkarską Luwi rozpoczął w klubie Kossa FC. W latach 2009–2010 był zawodnikiem Marist FC. W latach 2010–2011 występował w Vanuatu, gdzie był zawodnikiem klubów Tafea FC i Amicale FC. Z Amicale zdobył mistrzostwo Vanuatu w 2012. W 2012 powrócił na Wyspy Salomona, gdzie został zawodnikiem Western United.

## Kariera reprezentacyjna
W reprezentacji Wysp Salomona Luwi zadebiutował 2011. W 2012 roku wystąpił w Pucharze Narodów Oceanii 2012, który był jednocześnie częścią eliminacji Mistrzostw Świata 2014.